# Reckless (Regi)
Reckless is een nummer van de Belgische dj Regi uit 2014, ingezongen door zangeres Moya. Het is eerste single van Regi in the Mix 15, het 15e studioalbum van Regi.
"Reckless" leverde Regi een grote hit op in België, één van zijn grootsten tot dan toe. Het nummer bereikte de 3e positie in de Vlaamse Ultratop 50.

## Tracklijst
- Muziekdownload

1. "Reckless" (radioversie) - 2:53
2. "Reckless" (extended) - 5:45
3. "Reckless" (Regi & Sem Thomasson remix) - 5:03